# توپ دیسکو

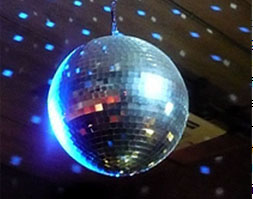
توپ دیسکو

توپ دیسکو (همچنین به‌عنوان توپ آینه یا توپ زرق و برق‌دار شناخته می‌شود) یک شیء تقریباً کروی است که نور گرفته‌شده به سمتش را در بسیاری از جهات پخش می‌کند و یک نمایش پیچیده را تولید می‌کند. توپ دیسکو معمولاً در بالای سر حاضرین قرار می‌گیرد و از دستگاه و یا روشی برای چرخش آن استفاده می‌شود، نمایش ایجاد شده از این طریق برای حاضرین دوست‌داشتنی است.

## تاریخچه
آنچه که ما امروز به آن "توپ دیسکو" می‌گوییم، در واقع در کلوب‌ها و مراسم‌های جشن شبانه در دهه ۱۹۲۰ (میلادی) استفاده می‌شده است؛ در طول سال‌ها افراد زیادی برای بهبود کارایی و البته ساده‌تر کردن توپ‌های دیسکو کار کردند تا به شکل امروزی درآمدند.
امروزه مدل‌های مختلف آن در سایزهای مختلف و حتی با موتورگردان برای خرید وجود دارند.